# جون بيرك (عسكري)
جون بيرك (بالإنجليزية: John Burke)‏ هو جاسوس أمريكي، ولد في 1830، وتوفي في 18 يناير 1871.